# Movimiento ruwenzururu
El movimiento Rwenzururu fue un movimiento secesionista armado activo en el suroeste de Uganda, en el reino subnacional de Tooro. El grupo estaba formado por luchadores Konjo y Amba y estaba liderado por Isaya Mukirania. Se disolvió en 1982 tras exitosas negociaciones de paz con el gobierno de Uganda. 

## Historia
Después de décadas de ser súbditos del Reino de Tooro, los pueblos Konjo y Amba pidieron al gobierno colonial británico en Uganda que les proporcionara su propio distrito en la década de 1950, separado del distrito de Toro. Las autoridades coloniales negaron su solicitud y, posteriormente, los Bakonjo y Baamba lanzaron una guerra de guerrillas de baja intensidad contra el gobierno en respuesta.
En la década de 1960, el movimiento por la Libertad de Rwenzururu comenzó a cambiar su objetivo de crear un distrito separado a crear un reino totalmente independiente, y el 30 de junio de 1962, el movimiento declaró un Reino independiente de Rwenzururu con Isaya Mukirania como Omusinga de Rwenzururu, tres meses antes de la independencia de Uganda. La violencia alcanzó su punto máximo en 1963 y 1964, cuando los soldados Tooro masacraron a Bakonjo y Baamba mientras buscaban controlar los valles inferiores. El ejército de Uganda intervino contra los Rwenzururu, causando daños tan importantes que el movimiento fue reprimido durante algún tiempo. Una de las unidades que participó en la represión del movimiento Rwenzururu fue el 1.er Batallón de Uganda.
Después de la guerra entre Uganda y Tanzania y el colapso del régimen de Idi Amin en 1979, los combatientes rwenzururianos se apropiaron de armas y suministros abandonados por el ejército de Uganda en retirada, restableciéndose como una seria amenaza en la región. Sin embargo, en 1982, la administración del presidente Milton Obote negoció un acuerdo con los líderes del movimiento, en el que acordaron abandonar el objetivo de la secesión a cambio de "un grado de autonomía local", el nombramiento de Bakonjo y Baamba como puestos administrativos del gobierno. puestos y beneficios económicos como vehículos y becas educativas distribuidos por los ancianos locales. Durante las negociaciones, el gobierno prefirió las conversaciones directas, ya que creía que la mediación de terceros daría legitimidad al reclamo de Rwenzururu.
Amon Bazira, que fue un partidario clave del movimiento para derrocar a Idi Amin, había sido una persona clave en las negociaciones entre el movimiento Rwenzururu y el gobierno de Obote. Su creencia era que el movimiento era una organización mayoritariamente de clase media a la que se podía apaciguar con premios comerciales. Más tarde, Bazira se acercó al presidente Mobutu Sese Seko de Zaire y al presidente Daniel arap Moi de Kenia, quienes tenían motivos para sentir aversión por el nuevo gobierno de Uganda encabezado por Yoweri Museveni, y les pidieron apoyo para una nueva rebelión encabezada por Bakonjo bajo una organización llamada el Partido Nacional. Ejército de Liberación de Uganda (NALU). En 1993, Bazira fue asesinado en la Casa de Estado de Kenia en Nakuru, probable objetivo de agentes ugandeses. En 1995, agentes sudaneses diseñaron la fusión de los restos de NALU con el Ejército de Liberación Musulmán de Uganda y el monárquico Movimiento Democrático Aliado de Buganda para darles a estas últimas organizaciones una circunscripción local, creando las Fuerzas Democráticas Aliadas.

### Trabajos citados
- Prunier, Gérard (2009). Africa's World War : Congo, the Rwandan Genocide, and the Making of a Continental Catastrophe: Congo, the Rwandan Genocide, and the Making of a Continental Catastrophe. Oxford: Oxford University Press. ISBN 978-0-19-970583-2.

- Datos: Q28433206